# Rutilius Namatianus
Claudius Rutilius Namatianus (4e/5e eeuw na Chr.) was een van de laatste dichters van het vóór-christelijke Rome. 

## Biografische gegevens
Rutilius behoorde tot zeer voorname familie uit Zuid-Gallië. Hij had zich te Rome gevestigd en bekleedde er in 414 de functie van stadsprefect, praefectus urbi. In 416 verliet hij Rome opnieuw en keerde naar zijn vaderland terug, om zijn landgoederen te inspecteren die zwaar geleden hadden onder de barbaarse invallen. Van deze reis, die vanuit Ostia over zee ging, maakte hij een poëtische beschrijving, in een lang gedicht van twee boeken De Reditu suo (Over zijn eigen terugkeer) waarin blijkt hoe in die dagen (vier jaren na de plundering door Alarik I) de stad Rome nog voor velen een aureool van macht en grootheid bezat.

## Literaire waarde
Zijn dichtwerk is beroemd gebleven om het lyrische afscheid van Rome (genoemd als Koningin, schoonste der aarde, der goden en sterfelijken moeder), waarvan hij de grootheid en de roem tot in de wolken verhief, op de vooravond van de barbaarse invallen die definitief een einde zouden maken aan de Pax Romana. Om die reden is De Reditu suo weleens de zwanenzang van de Romeinse poëzie genoemd.
Als metrum koos hij het elegische distichon, omdat dit niet alleen overeenkomt met de weemoedige gevoelens van de dichter, maar ook herinnert aan Ovidius' reisbeschrijving in de Tristia.
Het gedicht is aangenaam om lezen, ondanks enkele gemeenplaatsen en stoplappen. Als spiegel van de tijdgeest in bepaalde kringen is het zeer waardevol, onder meer door de felle aanvallen van een "heidense" intellectueel tegen de joden en het christendom.